# Morretes
Morretes est une municipalité brésilienne de l'État du Paraná.
Sa population était estimée à 17 000 habitants en 2009 et s'étend sur 684,58 km2.
Elle fait partie de la Microrégion de Paranaguá dans la Mésorégion métropolitaine de Curitiba.

## Maires
| Période | Période | Identité         | Étiquette | Qualité |
| ------- | ------- | ---------------- | --------- | ------- |
| 2009    | 2012    | Amilton de Paula | PT        |         |

## Cuisine
La ville est connue pour ses restaurants dans lesquels on vend le barreado (plat typique régional).